# Lignosus rhinocerotis
Lignosus rhinocerotis är en svampart som först beskrevs av Mordecai Cubitt Cooke, och fick sitt nu gällande namn av Leif Ryvarden 1972. Lignosus rhinocerotis ingår i släktet Lignosus och familjen Polyporaceae.   Inga underarter finns listade i Catalogue of Life.